# Ариа, Савенака
Савенака Ариа (фидж. Savenaca Aria; 30 апреля 1964 — 15 марта 2020) — фиджийский регбист и регбийный тренер, выступавший на позиции центра.

## Биография
Как игрок выступал на позиции аутсайд-центра за фиджийский клубы «Навака». В 1986 году привлекался в команду Квинсленда в чемпионате провинций Австралии.
В сборной Фиджи дебютировал 31 мая 1986 года матчем в Суве против Уэльса. В 1987 году не попал в заявку на чемпионат мира, однако в 1991 году сыграл с командой на первенстве мира в Англии. Последнюю игру провёл 8 мая 1994 года в Эхиме против Японии. Помимо этого, играл в регби-7 за команду региона Нанди в чемпионате Фиджи и выступал на ежегодном турнире в Гонконге в 1987 и 1988 годах за сборную Фиджи.
В 2001 году тренировал команду региона Нанди, в 2002 году был помощником Санивалати Лаулау в сборной по регби-7. В 2009 году руководил командой полиции Фиджи, с которой выиграл кубок Рату Сукуна, победив команду Вооружённых сил Фиджи (пятая победа подряд команды). Имел звание сержанта полиции.
Занимал также пост президента футбольного клуба «Блю», участвовавшего в чемпионате региона Нанди. Оставил жену Серу, пятерых детей и четырёх внуков.